# Eternal Atake
 (février 2024).
Si vous disposez d'ouvrages ou d'articles de référence ou si vous connaissez des sites web de qualité traitant du thème abordé ici, merci de compléter l'article en donnant les références utiles à sa vérifiabilité et en les liant à la section « Notes et références ».
Albums de Lil Uzi Vert
Luv Is Rage 2
(2017) Lil Uzi Vert vs. the World 2
(2020)
Singles
1. Futsal Shuffle 2020
Sortie : 13 décembre 2019
2. That Way
Sortie : 1er mars 2020

Eternal Atake est le deuxième album studio du rappeur américain Lil Uzi Vert, paru le 6 mars 2020 sur les labels Generation Now et Atlantic Records. 
Il s'agit de son premier projet depuis son album studio 2017 Luv Is Rage 2. Initialement annoncé pour 2018, l'album a connu un long report.

## Liste des pistes
| No  | Titre                             | Durée |
| --- | --------------------------------- | ----- |
| 1.  | Baby Pluto                        |       |
| 2.  | Lo Mein                           |       |
| 3.  | Silly Watch                       |       |
| 4.  | Pop                               |       |
| 5.  | You Better Move                   |       |
| 6.  | Homecoming                        |       |
| 7.  | I'm Sorry                         |       |
| 8.  | Celebration Station               |       |
| 9.  | Bigger Than Life                  |       |
| 10. | Chrome Hearts Tags                |       |
| 11. | Bust Me                           |       |
| 12. | Prices                            |       |
| 13. | Urgency (featuring Syd)           |       |
| 14. | Venetia                           |       |
| 15. | Secure the Bag                    |       |
| 16. | P2                                |       |
| 17. | Futsal Shuffle 2020 (titre bonus) |       |
| 18. | That Way (titre bonus)            |       |

## Certifications
| Pays                    | Certification | Unités certifiées |
| ----------------------- | ------------- | ----------------- |
| Danemark (IFPI)         | Or            | 10 000            |
| États-Unis (RIAA)       | Platine       | 1 000 000         |
| Nouvelle-Zélande (RMNZ) | Or            | 7 500             |
| Royaume-Uni (BPI)       | Argent        | 60 000            |